# Глазовський міський округ
Гла́зовський міський округ (рос. Глазовский городской округ) — міський округ у складі Удмуртської Республіки. Адміністративний центр та єдиний населений пункт — місто Глазов.

## Населення
Населенні — 91921 особа (2021; 95854 в 2010, 100894 у 2002).